# Kanton Chalon-sur-Saône-Ouest
Chalon-sur-Saône-Ouest is een voormalig kanton van het Franse departement Saône-et-Loire. Het kanton maakte deel uit van het arrondissement Chalon-sur-Saône. Het werd opgeheven bij decreet van 18 februari 2014, met uitwerking op 22 maart 2015.

## Gemeenten
Het kanton Chalon-sur-Saône-Ouest omvatte de volgende gemeenten:
- Chalon-sur-Saône (deels, hoofdplaats)
- Châtenoy-le-Royal